# آنا مولر ياكوبسن
آنا مولر ياكوبسن (بالألمانية: Anna Müller Jacobsen) (و. 1977  م) هي لاعبة كرة قدم، من جزر فارو، تلعب كحارسة مرمى.